# 1998 w grach komputerowych
| Skróty platform | Skróty platform                                  |
| --------------- | ------------------------------------------------ |
| DC              | Dreamcast                                        |
| Droid           | Android                                          |
| DS              | Nintendo DS                                      |
| GB              | Game Boy                                         |
| GBA             | Game Boy Advance                                 |
| GBC             | Game Boy Color                                   |
| GCN             | GameCube                                         |
| iOS             | iOS                                              |
| Lin             | komputer osobisty z systemem operacyjnym Linux   |
| Mac             | komputer osobisty Mac                            |
| N64             | Nintendo 64                                      |
| NS              | Nintendo Switch                                  |
| PC              | komputer osobisty                                |
| PS1             | PlayStation                                      |
| PS2             | PlayStation 2                                    |
| PS3             | PlayStation 3                                    |
| PS4             | PlayStation 4                                    |
| PS5             | PlayStation 5                                    |
| PSP             | PlayStation Portable                             |
| PSVita          | PlayStation Vita                                 |
| Wii             | Wii                                              |
| WiiU            | Wii U                                            |
| Win             | komputer osobisty z systemem operacyjnym Windows |
| X360            | Xbox 360                                         |
| XONE            | Xbox One                                         |
| Xbox            | Xbox                                             |
| XSX             | Xbox Series                                      |

Artykuł opisuje ważne wydarzenia w 1998 roku w branży gier komputerowych. Zobacz też: historia gier komputerowych.

## Wydarzenia
- Czwarta edycja wystawy E³ (Electronic Entertainment Expo) i pierwsze rozdanie nagród Game Critics Awards za Najlepsze na E³
- 23–25 października – jesienna edycja targów Gambleriada w Polsce; podczas targów ma miejsce premiera książki Biblia komputerowego gracza

### Wydane gry
- 26 marca – Tekken 3
- 1 kwietnia – StarCraft
- 6 maja – Warhammer: Dark Omen
- 22 maja – Unreal
- 24 czerwca – Mortal Kombat 4
- 30 września – Fallout 2
- 30 września – Grim Fandango
- 1 października – MediEvil w USA.
- 31 października – Age of Empires: The Rise of Rome Expansion
- 8 listopada – Carmageddon 2: Carpocalypse Now
- 20 listopada – Half-Life
- 21 listopada – The Legend of Zelda: Ocarina of Time
- dokładna data wydania nieznana - Hexplore
- dokładna data wydania nieznana - Viper Racing

### Sprzęt
- Game Boy Color